# Мислене
Вижте пояснителната страница за други значения на Мисъл.
Мисленето е най-сложният познавателен психичен процес, който се състои в отразяване на съществените свойства, на закономерностите в действителността. Мислите са форми, образувани в съзнанието, не възприети чрез сетивата. Мисленето дава възможност за създаване на модели на света и за неговото представяне, съобразно дадени цели, намерения и желания. Основните мисловни форми са: понятие, съждение и умозаключение. Мисловните операции (процеси) са: анализ, синтез, сравнение, обобщение, абстракция и конкретизация.
Мисленето е висша степен на човешкото познание, процес на отражение в мозъка на обкръжаващия го реален свят, основано на два принципно различни психофизиологични механизъма: обучение и непрекъснато попълване на запаса от понятия, идеи за нови съждения и умозаключения. Мисленето позволява да се получи знание за такива обекти, свойства и отношения в обкръжаващия свят, които не могат да бъдат възприети непосредствено с помощта на първата сигнална система. Формите и законите на мисленето са предмет на логиката, а психофизиологичните елементи съответно на психологията и физиологията.

## Физиология
Мисленето е резултат от дейността на цялата мозъчна кора. В осъществяване на мисловния процес участват не отделни връзки, а сложни вериги от асоциации, непрекъснато усложняващи се. Това са така наречените мисловни връзки. Създават се в сферата както на първата, така и на втората сигнална система.

## Философия
Феноменологичното движение във философията, вижда радикална промяна в начина, по който разбираме мисленето. Феноменологичният анализ на Мартин Хайдегер на екзистенциалната структурата на човека в „Битие и Време“ хвърля нова светлина върху мисленето, нарушавайки традиционните когнитивни и рационални интерпретации на човека, които засягат начина по който се разбира мисленето. Идеята за фундаменталната роля на некогнитивното разбиране на мисленето се оформя около дискусиите през 70-те и 80-те за възможно тематично съзнание при Изкуствения интелект.
Друг важен момент в областта на Теория на познанието е работата на Имануел Кант, Критика на чистия разум, в която той разглежда чрез своята доктрина, наречена трансцендентален идеализъм, възможна ли е метафизиката като наука, т.е. възможно ли е да познаваме първите причини. Чрез своята критика, той се опитва да разчисти пътят за достигането на този отговор като се занимава с цялата конститутивност на разумът и начина по който той познава. По този начин в неговата работа откриваме, че мисълта, която се съдържа в разсъдъка, се разглежда като способност за съждение, която способност е изградена от чистите a priori представи. Представите се делят на понятие и нагледи, но понеже нагледите са възможни само в сетивността, защото както сам той казва: Разсъдъкът не може да си представя нищо нагледно, а сетивата нищо да мислят.", то понятията се формират от разсъдъка чрез законите или правилата му, а именно категориите. Така той обособява мисълта или способността за съждение като намираща се в разсъдъка. Докато разсъдъкът действа като законодател за правилата на мисленето, за да възникне познание, е нужно да имаме нагледи, които ни биват доставени от сетивността и нейните две чисти форми на нагледа – външно сетиво (пространство) и вътрешно сетиво (време). Явленията или phenomenae, които са навлезли в нас чрез тези две чисти a priori форми на нагледа, биват мислени чрез помощта на продуктивната способност за въображение, която спомага за синтетичното единство на многообразното на нагледа, и законите или правилата на чистия разум, а именно категориите. Мисленето е обединяването на представите в едно самосъзнание, което обединяване формира съждението.
Разумът за Кант е тази част, която се занимава единство с идеите на чистия разум, т.е. единствено в тяхната трансцендентална употреба, които са свободата на волята, съществуването на бог и безсмъртието на душата.

## В психологията

### Особености, свойства и качества
Мисленето дава опосредствано познание за действителността, най-дълбокото познание. Характеризира се с проблемност. Започва с поставянето на въпрос и е насочено към решаването на някаква задача. Дава ни обобщено познание за действителността. Човек се абстрахира от случайното, несъщественото, за да опознае същественото и закономерното. Мисленето е свързано с практиката, възниква на практическа, действена основа. Качествата на мисленето са:
- Широта на ума
- Дълбочина
- Конкретност
- Самостоятелност
- Критичност и самокритичност
- Подвижност
- Бързина
- Последователност

Посочените положителни качества на мисленето ще имат значение, ако се развиват не изолирано едно от друго, а когато се съчетават помежду си, също и с останалите качества на личността.

### Класификация
В зависимост от преобладаването на действието, образа или понятието в мисловния процес, той се дели на:
- Практическо-действено – насочено към решаване на практически задачи. По форма то се дели на просто и сложно;
- Художествено (предметно-образно) – обобщенията и абстракциите са конкретни образи;
- Абстрактно – с две форми на проявление
- словесно-логическо (понятийно, обобщено) – извършва се на основата на абстракции, а нагледните образи играят допълнителна роля
- теоретическо – насочено към обяснение, към познание на най-отвлечените закономерности.

Мисленето още се дели на и въз основа на степента на оригиналност, самостоятелност, новост:
- конвенциално (традиционно)
- продуктивно (откривателско, творческо, евристично) – създава се нещо ново, оригинално спрямо миналия опит на индивида.

### Когнитивна психология
Психолозите се концентрират върху мисленето, като интелектуално усилие, насочено към намирането на отговор на въпрос или решение на практически проблем. Когнитивната психология е клон на психологията, който разглежда вътрешните психични процеси като решаването на проблем, паметта и езика. Школите на мисълта, които изникват от този подход са познати като когнитивизъм, който се интересува от това как хората психически обработват информацията. Този подход намира основите си в гещалт психологията на Макс Вертхаймер, Волфганг Кьолер и Курт Кофка, и в работата на Жан Пиаже, който създава стадиална теория, която описва когнитивното развитие на децата.
Когнитивните психолози използват психофизични и експериментални подходи в разбирането, диагностицирането и решаването на проблеми. Още се занимават с психичните процеси, които посредничат между стимула и реакцията. Изучават различни аспекти на мисленето, включително психологията на разума и това как хората вземат решения и правят избори, решават проблеми, както и това как правят творчески открития и прилагат въображението си.
В психологията развитието Жан Пиаже е пионер в изследването на развитието на мисленето от раждането до зрелостта. В своята теория за когнитивното развитие мисленето е основано на действия от обкръжаващата среда. Пиаже смята, че обкръжаващата среда е разбирана чрез процес наричан асимилация. Разбирането на смисъла на правилата е зависим от когнитивните схеми, с които се извършват асимилацията и акомодацията. Например правилата за игра. В резултата от взаимодействието между асимилацията и акомодацията мисленето се развива чрез поредица от стадии, които се различават качествено един от друг. Например мисленето се развива от перцепции и действия през сензомоторния стадий към вътрешни репрезентации в ранното детство. Впоследствие репрезентациите основно се организират в логически структури, които първоначално оперират с конкретни свойства на реалността, а после с абстрактни принципи, както е в стадия на формалните операции.
В последните години концепцията на Пиаже за мисленето е интегрирана в теории за обработката на информация. По такъв начин мисленето се разглежда като резултат от механизми, които са отговорни за репрезентацията и обработката на информация. В тази концепция когнитивния контрол и работната памет са главните функции на лежащото зад тях мислене. В Неопиажистките теории за когнитивното развитие, развитието на паметта се разглежда като произтичащо от увеличаване на скоростта на обработка, засилена от когнитивния контрол и увеличаващата се работна памет.

### Психоанализа
„То“, „Аз“ и „Свръхаз“ са три части от „психичния апарат“, дефиниран от Зигмунд Фройд в неговия структурен модел на психиката. Те са три теоретични конструкта и чрез тях се обяснява активността и взаимодействията в психичния живот. Според този модел некоординираните инстинктуални влечения са „То“, организираната реалистична част от психиката е „Аз“, а критичната и имаща морална функция от психиката е „Свръхаза“.
Несъзнаваното е разглеждано от Фройд в теорията му като „съзнателна“ волева сила, която е повлияна от човешкото желание, но все пак оперираща отвъд съзнателния ум. За Фройд несъзнаваното е склад за инстинктивни желания, нужди и психични нагони. Миналите мисли и спомени могат да бъдат скрити отвъд непосредственото съзнание, но тези желания, нужди, чувства на индивида продължават да действат от царството на несъзнаваното.
В психоаналитичния възглед несъзнаваното е сила, която може да бъде разпозната само чрез ефекта, който предизвиква и който ефект се изразява чрез симптом.